# Thirteen Senses
 (mai 2017).
Si vous disposez d'ouvrages ou d'articles de référence ou si vous connaissez des sites web de qualité traitant du thème abordé ici, merci de compléter l'article en donnant les références utiles à sa vérifiabilité et en les liant à la section « Notes et références ».
Thirteen Senses est un groupe britannique provenant de Cornwall. 
Leur premier album, The Invitation, est sorti le 27 septembre 2004, contenant les singles Do No Wrong (en), Thru the Glass (en), Into The Fire et The Salt Wound Routine, dont 3 ont atteint le top 40 des charts UK. En France, ce groupe reste totalement inconnu[réf. nécessaire], même si le titre Into The Fire a été utilisé dans  de très nombreux supports. Le dernier album A Strange Encounter (en) est actuellement disponible sur le site du groupe.

## Membres
- Will South (chant, guitare, piano)
- Tom Welham (guitare, chœurs)
- Adam Wilson (basse)
- Brendon James (batterie, percussions)

## Biographie
C'est en faisant leurs études que Will South fonda avec Adam Wilson le groupe Magician Soul, à partir des leurs premières compositions. Le groupe s'agrandit plus tard avec l'ajout de Tom Welham, guitariste, qui invita les autres membres à intégrer Brendon James en tant que batteur.
Leur premier EP mis en vente porte le nom de Inside A Healing Mind, et a été produit par Leon Phillips. À l'intérieur de cet enregistrement, quatre pistes dont une seule a été reprise plus tard comme B-sides de single de The Invitation (Attracting Submission peut être trouvée sur le vinyl 7’’ de Do No Wrong (en)).
Vint après l'EP No Other Life Is Attractive, le premier enregistrement du groupe sous le nom de Thirteen Senses, produit par Dare Mason. Sur les 5 pistes enregistrées, 4 ont été reprises comme B-sides, à l'exception de la piste Sound. 
Leur premier album, intitulé Falls in the Dark (en), aussi produit par Dare Mason, contient 13 pistes.
Après Falls in the Dark (en), Thirteen Senses enregistra son premier single, Thru the Glass (en), à un tirage très limité, suivi de Do No Wrong (en), qui atteint la 38e place des ventes à sa sortie.  C'est grâce au single Into The Fire que le groupe se fit vraiment remarquer. Une ressortie de Thru the Glass (en) atteint le top 20 des ventes au Royaume-Uni, et la ressortie de l'album Falls In The Dark sous le nom de The Invitation entra dans les charts UK à la 14e place. 
Le groupe fit de nombreux concerts au Royaume-Uni et en Europe en 2005, avec notamment une participation au festival de Glastonbury et au V festival. 
Leur second album a été publié en janvier 2007. Il s'intitule Contact (en), le premier single a en être tiré sera All The Love In Your Hands.
En mars 2010 contre toute attente, le groupe décide de mettre directement ligne leur nouvel album Crystal Sounds (en) composé de 9 titres. Leur dernier album, A Strange Encounter (en), est sorti le 5 mai 2014 et comprend 10 titres.
Le titre Follow me a été utilisé dans la série Kyle XY[réf. nécessaire].

## Discographie

### Singles et EP
- Inside A Healing Mind EP (2002)
- No Other Life Is Attractive EP (2002)
- Thru the Glass (en) (2004)
- Do No Wrong (en) (2004) #38
- Into The Fire (2004) #35
- Thru The Glass (2005) #18
- The Salt Wound Routine (2005) #45
- All The Love In Your Hands (2007) #108
- Follow Me (2007)